# Západni (Parkovi, Tijoretsk, Krasnodar)
Západni (del ruso: За́падный) es un posiólok del raión de Tijoretsk del krai de Krasnodar, en Rusia. Está situado en las llanuras de Kubán-Priazov, en la orilla derecha del arroyo Kozlova, afluente por al derecha del Chelbas, 3 km al sur de Tijoretsk y 123 km al nordeste de Krasnodar, la capital del krai. Tenía 919 habitantes en 2010
Pertenece al municipio Parkovskoye.